# Международная федерация кошек
Международная федерация кошек (FIFe, фр. Fédération Internationale Féline) — международная организация по разведению и выведению новых пород кошек. Является одним из девяти членов WCC — Всемирного фелинологического конгресса.

## Задачи
Круг деятельности FIFe включает, прежде всего, установление единых стандартов для характеристики и оценки различных пород кошек, а также правил проведений выставок и конкурсов кошек. Представители различных национальных союзов, входящих в FIFe, периодически проводят встречи, на которых вырабатываются генеральные линии и правила для старых и новых пород кошек.
В то же время каждый национальный союз достаточно автономен и имеет право вести свой собственный регистр и выдавать аттестаты, подтверждающие происхождение кошек благородных пород.

## История
Первый клуб по разведению кошек возник в 1887 году, на родине выведения новых пород кошек, в Великобритании (National Cat Club). В 1922 году первый подобный клуб под названием Angorakatzen Zucht- und Schutzverein появляется в Германии (ныне — это входящий в FIFe 1-e Deutsche Edelkatzenzüchterverband). Попытки организовать общеевропейский союз предпринимались ещё в 30-е годы XX столетия.
Основательницей FIFe является француженка Маргерита Равель, по инициативе которой в 1949 году в Париже состоялась встреча представителей Королевского общества кошек Фландрии, Французской федерации кошек и Федерации кошек Италии, на которой они неофициально объединились в FIFE. Официально Общеевропейская федерация была создана в Генте (Бельгия) 10 декабря 1950 года.
Ещё в 1949 году к FIFE присоединилась Федерация кошек Швейцарии, в 1950 — Клуб друзей кошек Австрии, в 1951 году — 1-й Немецкий союз воспроизводства пород кошек (1-e Deutsche Edelkatzenzüchterverband). В 1972 году в Федерацию вступает первый неевропейский национальный союз — Бразильский клуб кошек, после чего Федерация превратилась из европейской во всемирную (и вместо FIFE — в FIFe).
1 марта 2022 года FIFe выступила с заявлением, в котором осуждается Вторжение России на Украину. На официальном сайте Федерации опубликовано санкционное решение. В период с 1 марта и по 31 мая ни одна кошка, хозяин которой живёт в России, не может быть допущена на какую-либо выставку FIFe за пределами РФ. Также ни одна кошка, выведенная в России или принадлежащая российским гражданам, не может быть вывезена или зарегистрирована в какой-либо родословной книге FIFE за пределами России. FIFE выделила часть своего бюджета в поддержку заводчиков и любителей кошек на Украине

## Участники
По состоянию на июль 2009 года в FIFe состоит 42 национальных фелинологических союза из 40 стран Европы, Азии и Америки.
Страны — члены FIFe:
| - Австрия * - Аргентина - Беларусь - Болгария - Бразилия - Великобритания - Венгрия - Германия - Греция - Дания | - Израиль - Индонезия - Исландия - Испания - Италия - Кипр - Латвия - Литва - Лихтенштейн - Люксембург | - Малайзия - Мальта - Мексика - Нидерланды * - Норвегия - Польша - Португалия - Россия - Румыния - Сербия | - Словения - Словакия - Украина - Финляндия - Франция - Хорватия - Чехия - Швейцария - Швеция - Эстония |

* В этих странах по два национальных союза
Страны под патронатом FIFe:
- Бельгия
- Колумбия